# Richmond Hill, Georgia
Richmond Hill är en stad (city) i Bryan County, i delstaten Georgia, USA. Enligt United States Census Bureau har staden en folkmängd på 9 628 invånare (2011) och en landarea på 37,4 km².